# 耶斯托爾·史托海姆
耶斯托爾·史托海姆（Jesper Stalheim，1988年8月23日—），是一名瑞典的帆船運動員。他曾参加2016年夏季奥林匹克运动会，结果获得男子单人雷射型项目第16名。

## 外部連結
- 耶斯托爾·史托海姆的X（前Twitter）
- Jesper Stalheim （页面存档备份，存于） - ISAF